# José Vázquez
Ne pas confondre avec le peintre José María Vázquez.

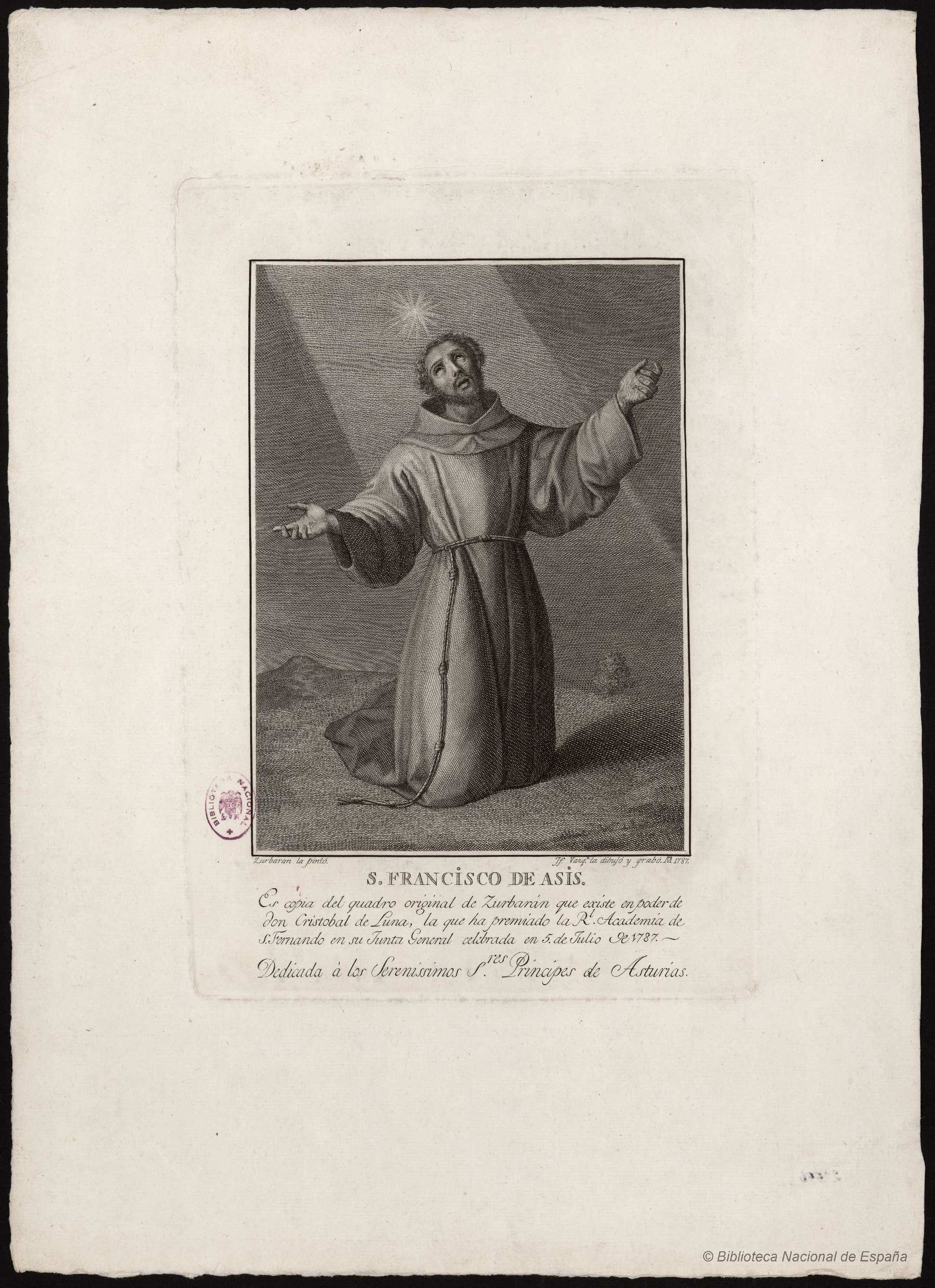
Saint François d'Assise.

José Vázquez, né en 1768 à Cordoue et mort en 1804 à Madrid, est un graveur de l'Espagne des Lumières.

## Biographie
Fils du graveur Bartolomé Vázquez, José Vázquez naît en 1768 à Cordoue.
Son père lui enseigne la technique de la gravure au pointillé. Il étudie à l'Académie royale des beaux-arts Saint-Ferdinand, qui lui décerne en 1787 un prix pour son Saint François d'Assise et le nomme académicien de mérite en 1799. Avec son père, il travaille sur les plus importantes collections de gravures entreprises par la Chalcographie royale dans le sillage de la pensée des Lumières.
Pour la série Retratos de los españoles ilustres (Portraits des Espagnols illustres), il utilise partiellement la technique du pointillisme, notamment pour les portraits d'Alonso Cano (1796) et Jorge Juan (1797).
Pour le portrait de Benito Feijoo (1798), également de José Vázquez, il utilise la technique traditionnelle de la gravure au burin et de l'eau-forte. Tous trois sont exécutés d'après des dessins de José Maea, et José Vázquez est enregistré comme ayant été payé trois mille réaux pour les portraits de Cano et Feijoo, contrairement aux quatre cent quarante réaux facturés à l'artiste pour les dessins.